# Ridolfino Venuti
L'abate Ridolfino Venuti (Cortona, novembre 1705 – Roma, 30 marzo 1763) è stato uno storico, archeologo e numismatico italiano.

## Biografia
Ricercatore e scrittore di grande modernità, grazie alla dettagliata citazione delle fonti, fu tra i fondatori (insieme ai due fratelli Marcello e Filippo e al prozio) della prestigiosa Accademia Etrusca di Cortona (1726) di cui divenne segretario.
Fu eletto "associato libero" dell'Académie royale des Inscriptions et Belles Lettres nel 1750, membro onorario della Society of Antiquaries of London nel 1752 su mozione di  Richard Rawlinson, e membro della Royal Society nel 1757.
Abile disegnatore, ricostruì la topografia dell'antica Roma (1763). Da Benedetto XIV ebbe l'incarico di preside delle Antichità Romane e fu scelto come deputato alle Escavazioni.
Conoscitore di più lingue antiche, è stato prefetto del museo della famiglia Albani a Roma, per incarico del cardinale Alessandro Albani.
È sepolto nella cattedrale della cittadina toscana che gli diede i natali.

## Opere principali
- Accurata, e succinta descrizione topografica delle antichità di Roma, 1763
- Accurata, e succinta descrizione topografica e istorica di Roma moderna, Opera postuma dell'abate Ridolfino Venuti cortonese, Roma, 1767
- Osservazione sopra il fiume Clitunno, detto in oggi Le Vene 1753
- Numismata Romanorum Pontificum praestantiora a Martino V. ad Benedictum XIV, 1744
- Sopra l'antica città di Cortona, e suoi abitatori, 1743
- Dissertazione sopra due antiche greche iscrizioni, 1748
- Spiegazione de' bassorilievi che si osservano nell'urna sepolcrale detta volgarmente d'Alessandro Severo, che si conserva nel Museo di Campidoglio, Roma, Bernabò e Lazzarini, 1756